# Franciszek Fogolla
Św. Francesco Fogolla (chiń. 富格辣; pinyin Fù Gélà; ur. 4 października 1839 w Montereggio di Mulazzo, zm. 9 lipca 1900 w Taiyuan) – święty Kościoła katolickiego, włoski franciszkanin obserwant, misjonarz, biskup, męczennik.

## Życiorys
Jego rodzicami byli Gioacchion i Elisabetta Ferrari. W 1858 r. przyjął habit franciszkański. Święcenia kapłańskie przyjął 19 września 1863 r. w Parmie. 13 grudnia 1866 r. udał się na misje do Chin. 24 sierpnia 1898 r. został mianowany biskupem koadiutorem apostolskiego wikariatu Północnego Shanxi. W 1898 r. udał się do Turynu na Międzynarodową Wystawę Chińskiej Kultury i Sztuki. Następnie podróżował przez Francję, Belgię i Anglię z czterema chińskimi seminarzystami (m.in. Patryk Dong Bodi, i Jan Wang Rui), dzięki czemu pozyskał środki potrzebne dla misji. Do Taiyuan razem z nim udało się dziewięciu młodych księży i siedem zakonnic ze zgromadzenia Franciszkanek Misjonarek Maryi.
Wkrótce po ich powrocie podczas powstania bokserów doszło do prześladowań chrześcijan. Zarządca prowincji Shanxi Yuxian nienawidził chrześcijan. Z jego polecenia biskup Fogolla został aresztowany razem z 2 innymi biskupami (Grzegorz Grassi, Eliasz Facchini), 3 księżmi, 7 zakonnicami, 7 seminarzystami, 10 świeckimi pomocnikami misji i kilkoma chińskimi wdowami. Aresztowano również protestanckich duchownych razem z ich rodzinami. Biskup Fogolla został stracony z rozkazu gubernatora Shanxi 9 lipca 1900 r. W tym dniu zabito łącznie 26 męczenników. W styczniu 1901 r. nowy zarządca prowincji urządził ich uroczysty pogrzeb.

## Dzień wspomnienia
9 lipca w grupie 120 męczenników chińskich.

## Proces beatyfikacyjny i kanonizacyjny
Został beatyfikowany 24 listopada 1946 r. przez Piusa XII w grupie Grzegorza Grassi i 28 Towarzyszy. Kanonizowany w grupie 120 męczenników chińskich 1 października 2000 r. przez Jana Pawła II.

## Źródła internetowe
- Życiorys na stronie Misjonarzy św. Franciszka Ksawerego (ang.)
- Życiorys na stronie franciszkanów (ang.)
- Życiorys. chinesemartyrs.org. [zarchiwizowane z tego adresu (2004-01-31)]. (ang.)